# تقييم اقتصادي
التقييم الاقتصادي (بالإنجليزية: Economic evaluation)‏، هو الطريقة الرئيسية لتحديد ما إذا كان الاستثمار المقترح له ما يبرره وللاختيار بين بدائل للمشروع. ويتعلق الأمر بقرار الاستثمار وليس بقرار التمويل. كما يتعلق التقييم بمدى تلبية معايير الاستثمار التي تحددها عموماً السلطات الحكومية المركزية في البلدان النامية، فضلاً عن تلك التي قد تكون مطلوبة من قبل وكالات التمويل الدولية. والغرض من التقييم الاقتصادي هو تحديد أفضل مسار للعمل، استناداً إلى الأدوات المتاحة. وهو الأكثر استخداماً في سياق اقتصاديات الصحة وتقييم التكنولوجيا الصحية.

## الأنواع
يمكن أن تتخذ التقييمات الاقتصادية عدداً من الأشكال، وهي:
- تحليل التكلفة والفائدة
- تحليل فعالية التكلفة
- تحليل فوائد التكلفة
- تحليل عواقب التكلفة